# Bürgermeisterei Gillenfeld
Die Bürgermeisterei Gillenfeld war eine von ursprünglich zwölf preußischen Bürgermeistereien, in die sich der 1816 neu gebildete Kreis Daun im Regierungsbezirk Trier verwaltungsmäßig gliederte. Von 1822 an gehörte sie zur Rheinprovinz. Der Verwaltung der Bürgermeisterei unterstanden zunächst sieben und nach der Zusammenlegung mit der Bürgermeisterei Strohn (1841) dreizehn Gemeinden. Der Verwaltungssitz war im namensgebenden Ort Gillenfeld. Heute liegt das Verwaltungsgebiet im Landkreis Vulkaneifel in Rheinland-Pfalz.
Ende 1927 wurde die Bürgermeisterei Gillenfeld in Amt Gillenfeld umbenannt, es bestand bis 1968.

## Gemeinden und zugehörende Ortschaften
Zur Bürgermeisterei Gillenfeld gehörten bis 1841 sieben Gemeinden (Einwohnerzahlen und Anzahl der Haushalte (Feuerstellen) Stand 1818):
- Demerath mit der Demerather Mühle (198 Einwohner, 67 Haushalte)
- Ellscheid (172 Einwohner, 32 Haushalte)
- Gillenfeld mit der Gillenfeldermühle (504 Einwohner, 89 Haushalte)
- Saxler mit der Saxlermühle (87 Einwohner, 18 Haushalte)
- Steineberg (123 Einwohner, 25 Haushalte)
- Steiningen mit dem Dorf Allscheid, der Löhwaldhütte und der Steiningermühle (134 Einwohner, 29 Haushalte)
- Udler (151 Einwohner, 33 Haushalte)

Zugehörende Gemeinden nach der Zusammenlegung mit der Bürgermeisterei Strohn (1841):
Brockscheid, Demerath, Ellscheid, Gillenfeld, Immerath, Mückeln, Niederwinkel, Saxler, Steineberg, Steiningen, Strohn, Strotzbüsch und Udler.

## Geschichte
Bis zum Ende des 18. Jahrhunderts gehörten alle sieben Gemeinden zum Kurfürstentum Trier und waren dem Amt Daun unterstellt.
Im Jahr 1794 hatten französische Revolutionstruppen das Linke Rheinufer besetzt. Nach dem Frieden von Campo Formio (1797) wurde von der französischen Direktorialregierung die damals neue französische Verwaltungsstruktur eingeführt (1798). Alle Ortschaften der späteren Bürgermeisterei Gillenfeld gehörten zum Kanton Daun im Departments der Saar, Gillenfeld wurde im Jahr 1800 Hauptort (chef-lieu) einer Mairie. Infolge der sogenannten Befreiungskriege wurde die Region 1814 vorläufig dem Generalgouvernement Mittelrhein, dann dem Generalgouvernement Nieder- und Mittelrhein unterstellt.
Auf dem Wiener Kongress (1815) wurde die gesamte Eifel dem Königreich Preußen zugeteilt. Unter der preußischen Verwaltung wurden im Jahr 1816 Regierungsbezirke und Kreise neu gebildet, linksrheinisch behielt Preußen in der Regel die Verwaltungsbezirke der französischen Mairies vorerst bei. Die Bürgermeisterei Gillenfeld entsprach insoweit der vorherigen Mairie Gillenfeld. Die Bürgermeisterei Gillenfeld gehörte zum Kreis Daun im Regierungsbezirk Trier und ab 1822 zur Rheinprovinz.
Im Jahr 1841 wurde die Bürgermeisterei Strohn aufgelöst und die zugehörenden Gemeinden Brockscheid, Immerath, Mückeln, Niederwinkel, Strohn und Strotzbüsch in die Bürgermeisterei Gillenfeld eingegliedert.
Die Bürgermeisterei Gillenfeld wurde Ende 1927, so wie alle Landbürgermeistereien in der Rheinprovinz, aufgrund des preußischen Gesetzes über die Regelung verschiedener Punkte des Gemeindeverfassungsrechts vom 27. Dezember 1927 in „Amt Gillenfeld“ umbenannt. Das Amt bestand bei den Gebietsreformen in Rheinland-Pfalz bis zum 1. Oktober 1968. Rechtsnachfolger  wurde zunächst die Verbandsgemeinde Gillenfeld, die am 7. November 1970 in der Verbandsgemeinde Daun aufging.

## Statistiken
Nach einer „Topographisch-Statistischen Beschreibung der Königlich Preußischen Rheinprovinzen“ aus dem Jahr 1830 gehörten zur Bürgermeisterei Gillenfeld acht Dörfer und drei Mühlen. Im Jahr 1818 wurden insgesamt 1,169 Einwohner in 293 Haushalten gezählt, 1828 waren es 1.653 Einwohner, bis auf zwei Evangelische gehörten alle dem katholischen Glauben an. Katholische Pfarrkirchen bestanden in Demerath und Gillenfeld.
Das „Gemeindelexikon für das Königreich Preußen“ aus dem Jahr 1888, das auf den Ergebnissen der Volkszählung vom 1. Dezember 1885 basiert, fasst die nunmehr 13 Gemeinden zusammen. Im Verwaltungsgebiet der Bürgermeisterei Gillenfeld lebten insgesamt 3.518 Einwohner in 722 Häusern und 742 Haushalten; Annähernd alle Einwohner waren katholisch.
Die Gesamtfläche der zur Bürgermeisterei gehörigen Gemeinden betrug 8.355 Hektar, davon waren 3.892 Hektar Ackerland, 932 Hektar Wiesen und 2.227 Hektar Wald (Stand 1885).